# Киче (село)
Киче (рут. Хьичед) — высокогорное рутульское село в Рутульском районе Дагестана.

## Этимология
О происхождении названия аула Киче существует несколько версий. По одной из версий сюда были переселены несколько самых мужественных и ловких горцев из Рутула с семьями, чтобы они извещали о надвигающейся опасности, приближении завоевателей. Первоначально жители села Киче жили в бывшем поселении «Михьихьнед», которое было расположено в 2 километрах выше Кича по склону его расположения.

## География
Село Киче расположено на левом берегу реки Самур, над естественной природной стеной высотой 50 метров, образованной водными потоками ледникового периода, на высоте 1589 метров над уровнем моря. Лицом в сторону села Киче обращён отрог Гельмец-Ахтынского хребта под названием Хан-сухъуд-бан (4000 м) (в переводе — «гора, где остановился хан»). В центре села протекает небольшая речка Киче-чай.
Старое село Киче находилось на возвышенности и являлось более защищённым от стихийных бедствий и вторжений извне. Из старого села, с его южной стороны, как на ладони видны окрестности и гора Шалбуздаг, а с восточной стороны — гора Деавгай (рут. Къилбид бан), а справа высится гора Цейлахъан (высота около 4000 м, в переводе означает «Огненная гора молний»), где лежат вечные снега, малые ледники. С юга тянется Фалфанский хребет. В пяти километрах восточнее Киче расположен районный центр — село Рутул.

## История
Киче считается древним поселением, оно существовало до прихода сюда арабов уже десятки веков, об этом свидетельствует наличие в прилегающей к горе местности Мирие необычных могильников с многометровыми слоями земли над ними, которые обнажились вследствие селевых потоков. А также расположенные в нескольких местах села могильники и надгробные камни со знаками, свидетельствующими о доисламском времени и ранних религиозных верованиях (зороастризме, иудаизме, христианстве).
Ранняя история кичинцев (рутулов), как и всех южно-дагестанских народов, связана с государством Кавказской Албании, куда входили народы Дагестана, известные под общим названием Кавказские албаны.

## Население
| 1895 | 1926 | 1939 | 1970 | 1989 | 2002 | 2010 |
| ---- | ---- | ---- | ---- | ---- | ---- | ---- |
| 162  | ↗188 | ↗223 | ↗331 | ↘296 | ↗363 | ↗441 |
| 2021 |      |      |      |      |      |      |
| ↘346 |      |      |      |      |      |      |

Национальный состав
В основном рутульцы.
Религия
Верующие исповедуют ислам суннитского толка, шафиитского мазхаба.
Тухумы
В селе проживают представители восьми тухумов (сихилов): Бабалыйер, Джаныйер, Къэшиер, Маджаганыйер, Асадар, Эбешер, Эьмэдер, Айакар.

## Инфраструктура
В селе работает средняя школа, ежегодно свыше 90 % её выпускников поступают в высшие учебные заведения. В течение пяти месяцев, с мая по сентябрь, многие семьи поднимаются на летние пастбища; женщины, не покладая рук, с утра до вечера трудятся — доят коров, из молока делают сыр, масло; осенью спускаются в село. Зимой женщины вяжут шерстяные джурабы, ткут сумахи и ковры. В селе насчитываются свыше 10 женщин — матерей, награждённых золотой медалью «Мать-героиня».
Основным занятием жителей Киче является мясо-молочное животноводство: сушёное мясо, пчелиный мёд, топлённое масло и кичинский сыр, известный во всём Южном Дагестане. В садоводстве, выращивают различные овощные культуры. В последнее время кичинцы начали районировать и успешно выращивать виноград. В 1960—70-е годы из-за тяжёлых социально-бытовых условий более 140 хозяйств были вынуждены мигрировать из села в разные регионы страны.

## Интересные факты
В 2008—2009 годах в Москве на конкурсной основе ФГУП «Почта России» выпустила тиражом свыше двух миллионов экземпляров почтовый маркированный конверт с воспроизведением фотографии памятника «Белые журавли» в селе Киче Рутульского района. К 65-летию Великой Победы фабрикой «Балабановское» выпущено несколько десятков миллионов штук бытовых спичек с нанесением вида памятника.

## Известные уроженцы
- К. О. Гаджиев — народный учитель ДАССР и Азербайджанской ССР, кавалер ордена Ленина.
- Саидмагомед Султанович Гусейнов — член Союза писателей России, член Союза журналистов России.

## Архитектура и достопримечательности
На самом освещенном месте горы Шалбуздаг, над вершиной села Киче похоронен Шейх Али Мухаммад-аль Киче, один из четырёх арабов, приехавший в Самурскую долину в VII веке распространять ислам. В память о нём здесь был построен небольшой пир (уджах) — сооружение над могилой шейха, со временем здесь выросло дерево, возраст которого не знают и старожилы. Отсюда и название «Пир Шейха Али Мухаммада аль Киче». На зиярат приезжают не только дагестанские паломники, но и паломники со стран ближнего зарубежья.
В годы ВОВ многие жители села Киче участвовали в боевых действиях, защищая Родину. В память о защитниках Отечества к 60-й годовщине Великой Отечественной войны 1941—1945 гг. силами местных жителей был построен самый высокогорный в России мемориальный комплекс «Белые журавли». По бокам на постаментах установлены две легендарные пушки военных лет, которые впервые в истории Дагестана по распоряжению Правительства Российской Федерации как музейные экспонаты были переданы селению Киче. В дни воинской и боевой славы здесь проводятся военно-патриотические мероприятия с участием жителей села, района, республики.
Из-за отсутствия чистой питьевой воды в селе, методом народной стройки был проведён водопровод, через горы и скалы протяжённостью 3 км с установкой по периметру села шести родников с ключевой родниковой водой. Также строится большой родник в виде триумфальной арки, как на Поклонной горе в Москве, с высеченными на плитах священными хадисами из Корана, посвящённых матерям-героиням. Над композицией памятника «Мать и дитя» у родника будет установлено из нержавеющей стали большое солнце с 14 лучами, символизирующими 14 братских (титульных) конституционных народов Дагестана; отремонтирован старый деревянный мост в центре села и строится новый железный мост с перилами длиной 11 метров и шириной три метра, грузоподъёмностью свыше 50 тонн.
Местными жителями построена в селе красивая мечеть оригинальной архитектуры; обведена забором территория сельского кладбища с установкой с двух сторон железных декоративных ворот, установлена вывеска-щит со свящённой молитвой, произносимой при посещении кладбища. Подведена вода и трубы с капельным орошением и посажены с молодёжью вокруг кладбища декоративные деревья в честь погибших.